# Voie unique
Pour les articles homonymes, voir Unique.

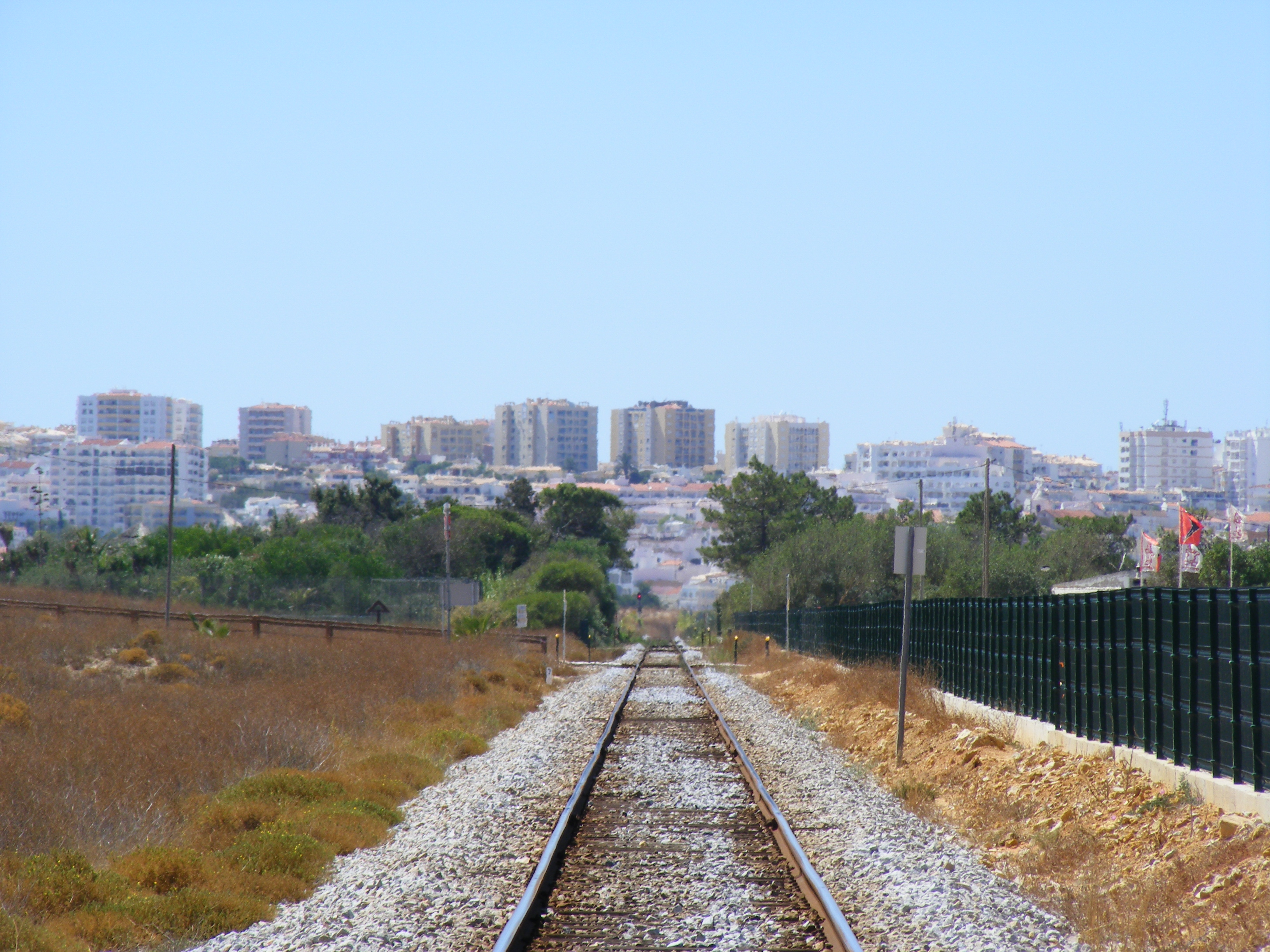
Voie unique à Lagos, au Portugal.

Une voie unique est une voie ferrée constituée d'une seule voie. Les trains y circulant dans les deux sens, ce qui implique des règles spécifiques de gestion de trafic pour que la sécurité y soit assurée, le principal risque étant la collision frontale de deux trains.
Une ligne à voie unique est contraignante sur le plan du trafic, les trains ne pouvant s'y croiser qu'aux voies d'évitements établis en pleine ligne ou en gare. Un train doit donc attendre que le train croiseur, venant de la voie qu'il doit emprunter, ait dégagé la voie pour poursuivre son parcours. Une ligne à voie unique absorbe donc bien moins de trafic qu'une ligne à double voie mais coûte moins cher à construire.
Il est possible de doubler une voie unique pour en faire une double voie, à conditions d'avoir la place en largeur et inversement, une ligne à double voie peut être transformée en ligne à voie unique.

## En France
En France, le terme de « voie unique » sur le réseau ferré national fait référence à un régime d'exploitation spécifique, différent de celui de la voie banalisée, mais l'un ou l'autre peut être appliqué sur toute ligne à une seule voie. Une voie sous le régime de la voie unique est moins bien équipée en installations de signalisation qu'une voie sous le régime de la voie banalisée. En conséquence, les règles de conduite sont différentes s'il s'agit du régime de voie unique ou de voie banalisée.
Le régime de voie unique ne s'applique jamais sur des lignes à double voie, contrairement au régime de la voie banalisée, mais en revanche, il peut s'appliquer lorsque deux voies uniques se suivent en parallèle sur une petite distance entre la gare et le lieu où elles vont se séparer.

## Galerie de photographies

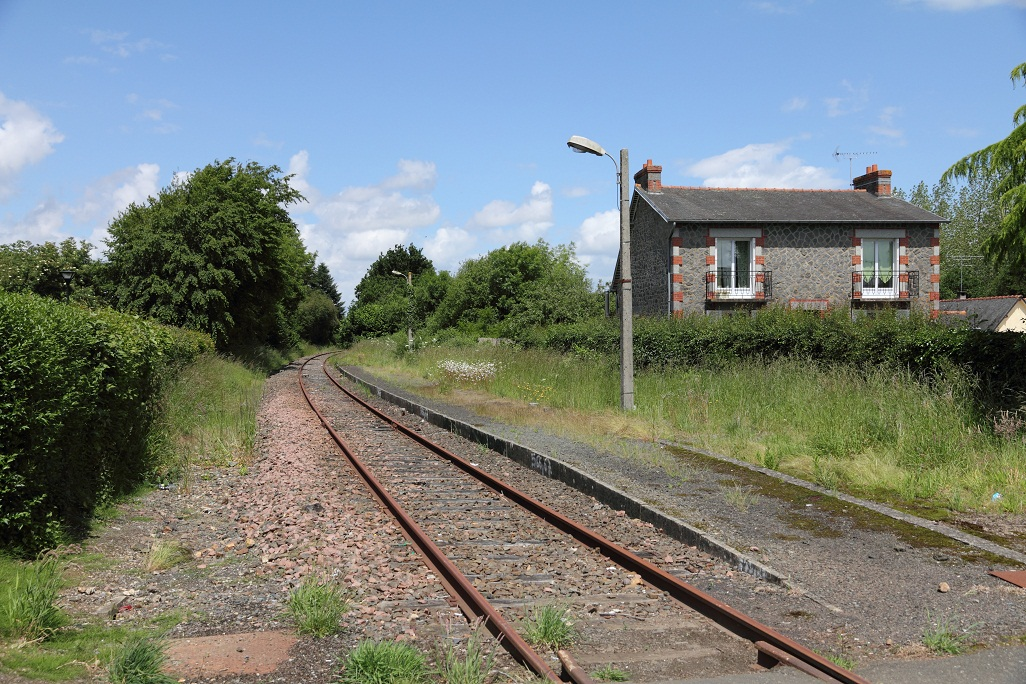
Voie unique désaffectée en gare de Saint-Julien (Côtes-d'Armor) (France).
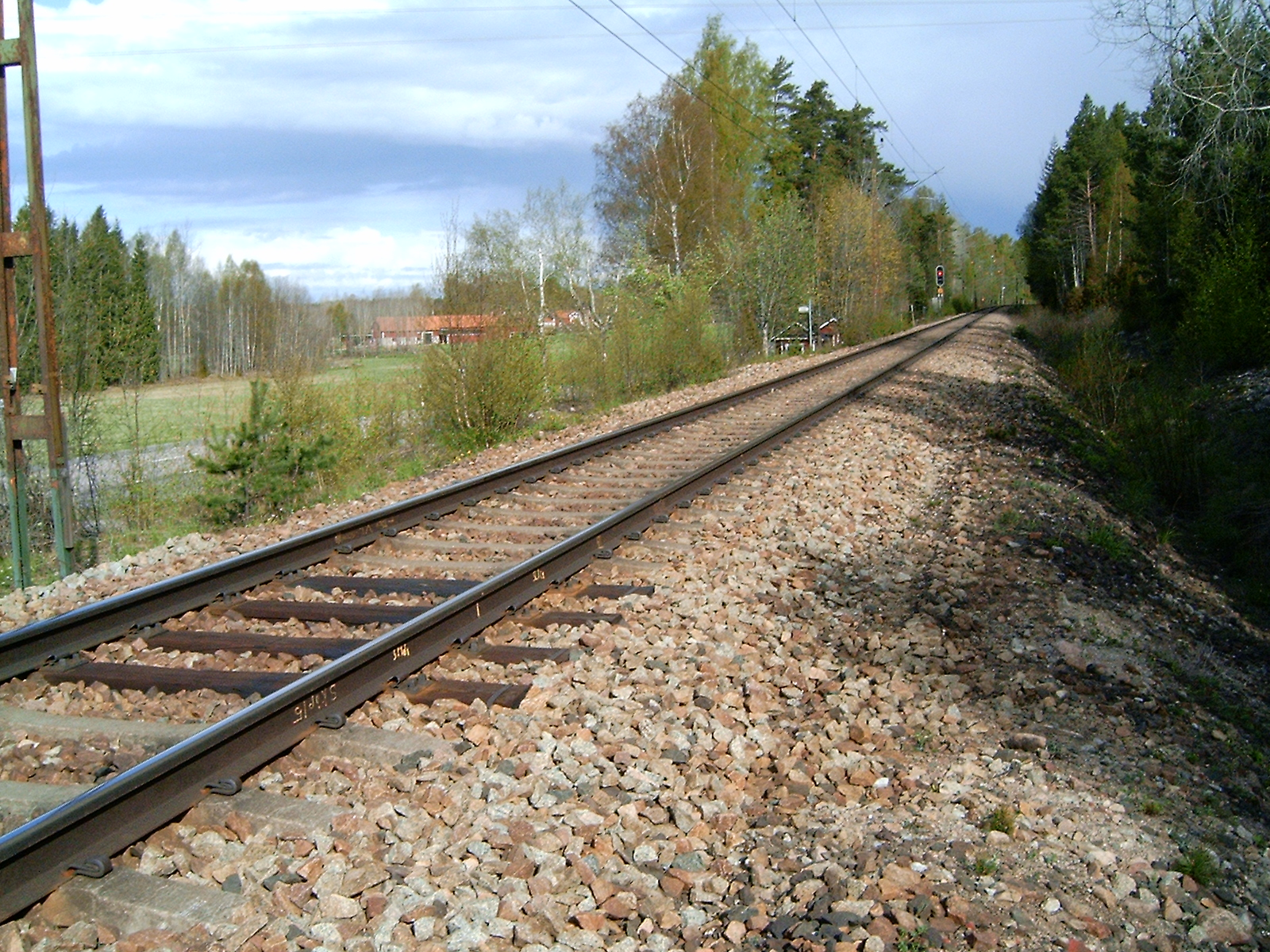
Voie unique lourdement armée conçue pour recevoir un important trafic.
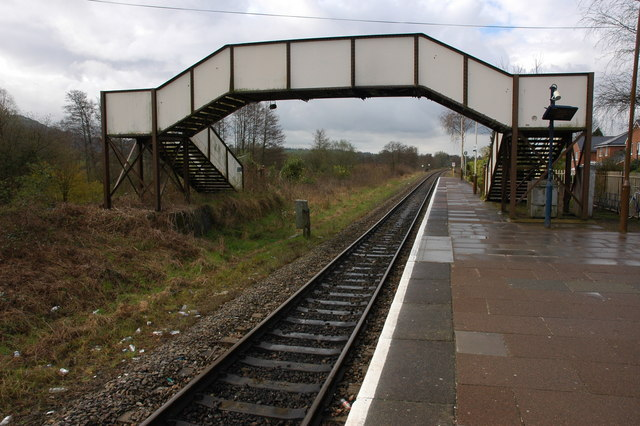
La station de Colwall (Grande-Bretagne), située sur une ligne à double voie ou un évitement.
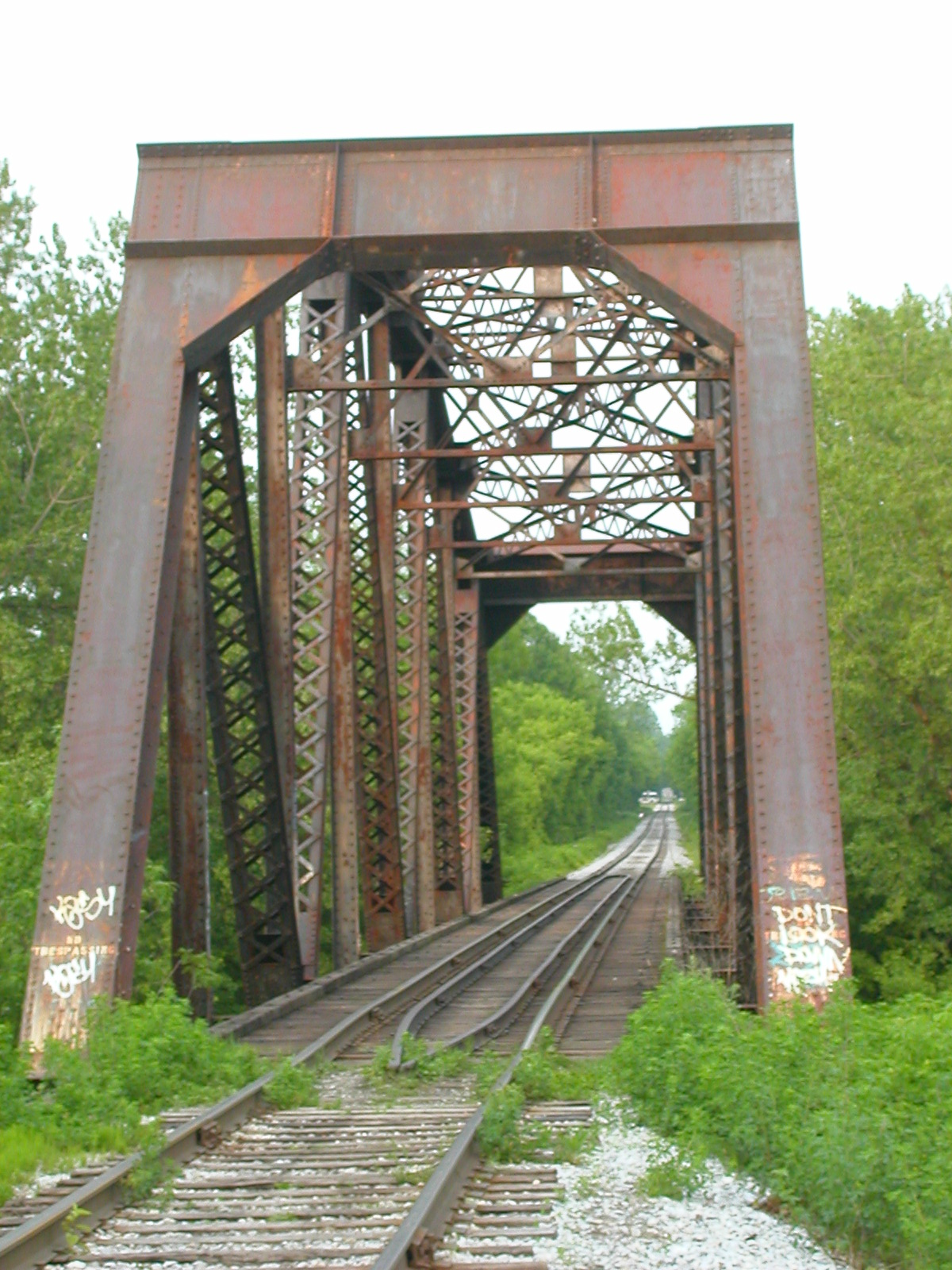
Ouvrage d'art pour une voie unique. Les rails posées au centre de la voie servent de renforts au niveau du platelage du pont.
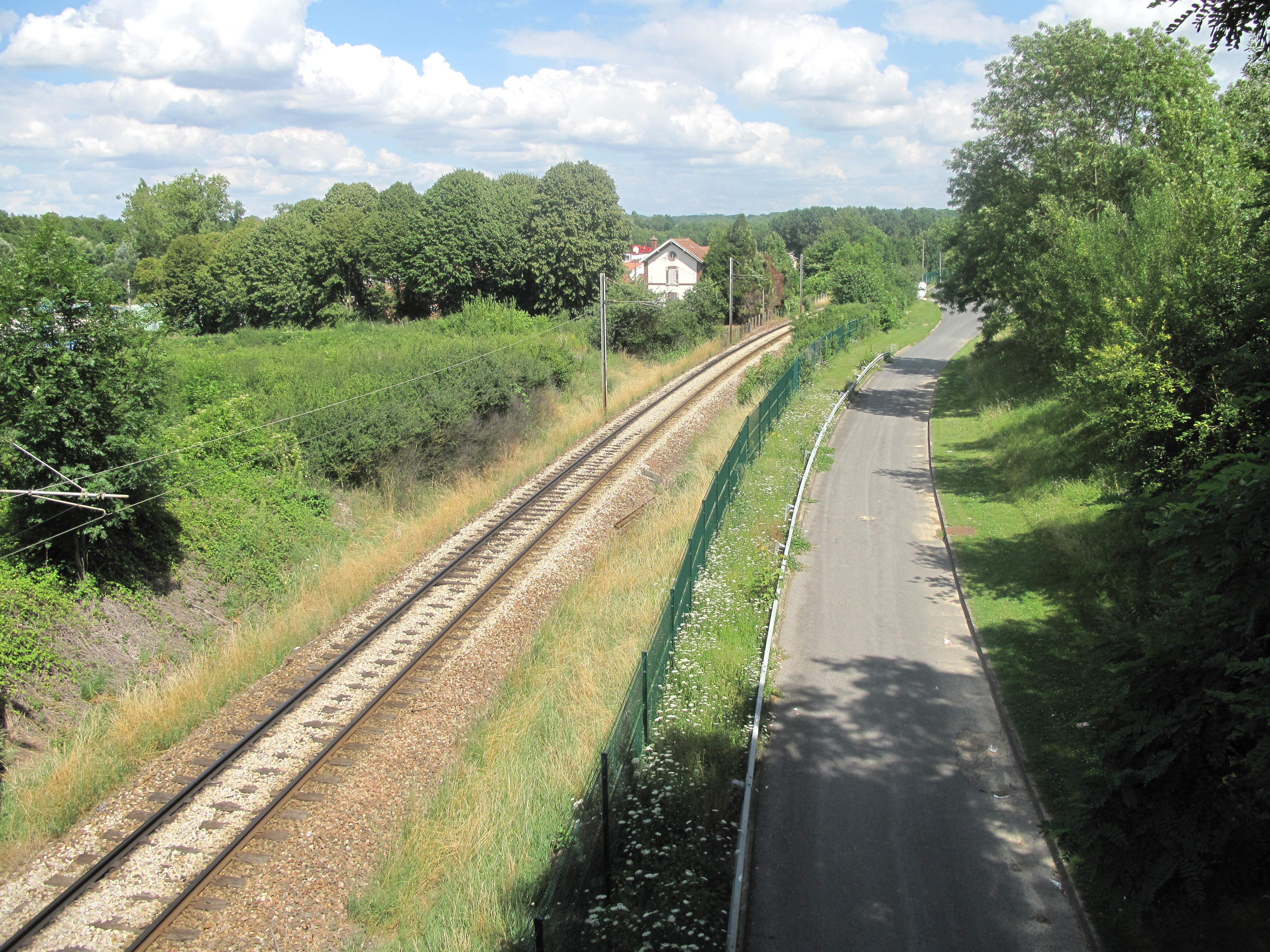
Voie unique reliant Esbly à Crécy-la-Chapelle, équipée d'une caténaire.